# Ropraz
Ropraz é uma comuna da Suíça, situada no distrito de Broye-Vully, no cantão de Vaud. Tem 4,82 km² de área e sua população em 2018 foi estimada em 495 habitantes.